# 1049
El 1049 (MXLIX) fou un any comú començat en diumenge del calendari julià.

## Esdeveniments
- Inici del pontificat de Lleó IX.[1]
- Els turcs seljúcides prenen i cremen la pròspera ciutat romana d'Orient d'Artze.[2]

## Necrològiques
- 26 de març, Vic: Ingilberga, última abadessa del Monestir de Sant Joan de les Abadesses (n. 976).[3]